# 達蓋特 (加利福尼亞州)
達格特（英語：Daggett）是位於美國加利福尼亞州聖貝納迪諾縣的一個非建制地區。該地的面積和人口皆未知。

## 地理
達格特的座標為34°51′48″N 116°53′17″W / 34.86333°N 116.88806°W，而該地的平均海拔高度為610米（即2000英尺）。